# Josip Weber
Josip Weber (ur. 16 listopada 1964 w Slavonskim Brodzie, zm. 8 listopada 2017 tamże) – belgijski piłkarz pochodzenia chorwackiego grający na pozycji napastnika.

## Kariera klubowa
Karierę piłkarską Weber rozpoczął w klubie BSK Slavonski Brod i w 1982 roku zaczął występować w jego barwach w trzeciej lidze jugosłowiańskiej. Zawodnikiem tego zespołu był do końca sezonu 1984/1985 i wtedy też odszedł do jednej z czołowych drużyn w Jugosławii oraz ówczesnego zdobywcy Pucharu Jugosławii, Hajduka Split. Przez dwa sezony występował w Hajduku w rozgrywkach pierwszej lidze jugosłowiańskiej. Nie zdołał jednak wywalczyć miejsca w podstawowej jedenastce Hajduka przegrywając rywalizację za takimi zawodnikami jak Zlatko Vujović czy Stjepan Vederić. Przez dwa sezony zdobył dwa gole w 25 rozegranych ligowych meczach. W sezonie 1987/1988 występował w drugoligowym Dinamo Vinkovci.
W 1988 roku Weber wyjechał do Belgii i został piłkarzem tamtejszego pierwszoligowca Cercle Brugge. Już w pierwszym swoim sezonie stał się najlepszym strzelcem klubu z Brugii zdobywając 15 goli. W kolejnym zaliczył 12 trafień, a w sezonie 1990/1991 – 20. W sezonie 1991/1992 z 26 golami na koncie został królem strzelców belgijskiej ligi. Rok później jego dorobek wyniósł 31 trafień i tyle samo bramek strzelił w sezonie 1993/1994. W obu tych przypadkach ponownie zostawał najlepszym strzelcem ligowych rozgrywek. Przez sześć sezonów zdobył dla Cercle 136 bramek i stał się drugim najskuteczniejszym zawodnikiem w historii klubu po Marcelu Pertrym.
Latem 1994 Weber został zawodnikiem stołecznego Anderlechtu. W 1995 roku wywalczył z „Fiołkami” swoje pierwsze i jedyne mistrzostwo Belgii. W trakcie sezonu 1995/1996 doznał kontuzji i rozegrał zaledwie dwa spotkania. W sezonie 1996/1997 także wystąpił tylko dwa razy z powodu urazów i zdecydował się zakończyć piłkarską karierę.
| Sezon   | Klub               | Kraj       | Rozgrywki             | Mecze | Bramki |
| ------- | ------------------ | ---------- | --------------------- | ----- | ------ |
| 1982/83 | BSK Slavonski Brod | Jugosławia | III liga              | ?     | ?      |
| 1983/84 | BSK Slavonski Brod | Jugosławia | III liga              | ?     | ?      |
| 1984/85 | BSK Slavonski Brod | Jugosławia | III liga              | ?     | ?      |
| 1985/86 | Hajduk Split       | Jugosławia | Prva liga Jugoslavije | 15    | 2      |
| 1986/87 | Hajduk Split       | Jugosławia | Prva liga Jugoslavije | 10    | 0      |
| 1987/88 | Dinamo Vinkovci    | Jugosławia | II liga               | 29    | 11     |
| 1988/89 | Cercle Brugge      | Belgia     | I liga                | 32    | 15     |
| 1989/90 | Cercle Brugge      | Belgia     | I liga                | 34    | 12     |
| 1990/91 | Cercle Brugge      | Belgia     | I liga                | 34    | 20     |
| 1991/92 | Cercle Brugge      | Belgia     | I liga                | 32    | 26     |
| 1992/93 | Cercle Brugge      | Belgia     | I liga                | 31    | 31     |
| 1993/94 | Cercle Brugge      | Belgia     | I liga                | 34    | 31     |
| 1994/95 | RSC Anderlecht     | Belgia     | I liga                | 21    | 14     |
| 1995/96 | RSC Anderlecht     | Belgia     | I liga                | 2     | 2      |
| 1996/97 | RSC Anderlecht     | Belgia     | I liga                | 2     | 0      |

## Kariera reprezentacyjna
W reprezentacji Chorwacji Weber zadebiutował 5 lipca 1992 roku w przegranym 0:1 towarzyskim spotkaniu z Australią podczas tournée reprezentacji po tym kraju. Tam rozegrał także dwa kolejne sparingi z Australijczykami. W 1994 roku Josip otrzymał belgijskie obywatelstwo, a FIFA zezwoliła na występy w tamtejszej reprezentacji, dzięki temu, że spotkania Chorwacji były meczami towarzyskimi. W kadrze narodowej Belgii Weber po raz pierwszy wystąpił 4 czerwca w wygranym 9:0 sparingu z Zambią, w którym strzelił 5 bramek. Został powołany przez selekcjonera Paula Van Himsta do kadry na mundial w USA. Tam podstawowym zawodnikiem i wystąpił w czterech spotkaniach: wygranych po 1:0 z Marokiem i z Holandią oraz przegranych 0:1 z Arabią Saudyjską i 2:3 w 1/8 finału z Niemcami. W kadrze „Czerwonych Diabłów” do końca tamtego roku rozegrał łącznie 8 spotkań i zdobył 6 bramek.